# Северночешки регион
Северночешки регион или Северночешки крај (чеш. Severočeský kraj) као једна територијалних јединица Чешке Републике основан је 11. априла 1960. године Законом о територијалној подели државе. Име регије изведено је из његовог положаја у северној Чешкој . Седиште регије је првобитно био Усти на Лаби.
Северночешки регион је престао да постоји 1. јануара 2021. ступањем на снагу новог Закона о територијалној административној подели државе, по којој је Чешка почев од 2000. године подељена на 14 самоуправних јединица, односно на главни град Праг (чеш. hlavní město Praha) и 13 крајева (чеш. kraje, једн. kraj). Крајеви се даље деле на округе, којих је укупно 76.

## Положај
Северночешка регија се граничила са Западночешком регијом на западу, Централном бохемском регијом на југу, Источночешком регијом на истоку, немачком савезном државом Саксонија на северозападу и пољским Доњошлеским војводством на северу.

## Опште информације
Северночешки регион некада су чинили окрузи Чешка Липа, Дечин, Хомутов, Јаблонец над Нисоу, Либерец, Литомјержице, Лоуни, Мост, Теплице, Усти на Лаби.
Данас је Северночешки регион подељен на две самоуправне регије: 
- Устечки крај или регију, коју чине окрузи Дечин, Хомутов, Литомјержице, Лоуни, Мост, Теплице и Усти на Лаби.
- Либеречки крај кога чине окрузи Чешка Липа, Јаблонец на Ниси и Либерец (заједно са округом Семили, који је територијално припадао источночешкој регији).

## Историјат управне поделе
Подела на крајеве постојала је у чешких земљама још у средњем веку. У новије доба они су успостављени одмах по осамостаљењу Чехословачке 1919. године и ова управна подела државе се задржала до после Другог светског рата.
После пада комунизма и стварања независне Чешке Републике указала се потреба за успостављањем више нових управних јединица. Тада је земља поново подељена на крајеве. Занимљиво је и то да је истоветно и Словачка Република тада подељена на крајеве.
Према старијој подели, из 1960. године (још из времена Чехословачке, која је обухватала и Словачку Републику), на подручју данашње Чешке Републике образовано је 7 административних региона (плус осми, који чини главни град Праг):
|                            |                   |               |
| 7 административних региона |                   | седиште краја |
|                            |                   |               |
| Средњочешки регион         | Праг              |               |
| Јужночешки регион          | Чешке Будјејовице |               |
| Западночешки регион        | Плзењ             |               |
| Северночешки регион        | Усти на Лаби      |               |
| Источночешки регион        | Храдец Кралове    |               |
| Јужноморавски регион       | Брно              |               |
| Северноморавски регион     | Острава           |               |
|                            |                   |               |

Њихов број и величина су се неколико пута мењали током друге половине 20. и с почетка 21. века.

### Развојни пут Северночешког региона
Подела на крајеве постојала је у чешких земљама још у средњем веку, а у оквиру ње постојао је и Северночешки регион.
После Другог светског рата првобитно је Северночешки регион био административна јединица Чешке, која је имала своје изабрано тело - Регионални национални комитет. Када су 1990. године укинути регионални национални комитети њихове надлежности су пренете на државне и окружне власти.
Уставним законом бр. 347/1997. О стварању виших територијалних самоуправних јединица и Закон бр. 129/2000, О регионима, створени су самоуправни региони, на које су надлежности пренете са укинутих окружних канцеларија и са државног нивоа.
Регија Усти на Лабу основана је на територији Северночешке регије, а већи део Либеречке регије и првобитни Северночешки регион постали су само јединица у ноовој територијалној подели.
Поштански бројеви места у Северночешкој регији почињу бројем 4. Бројеви транспортних постројења ЧСАД у Северночешкој регији почињу бројем 4.
| Површина              | Површина               |
| --------------------- | ---------------------- |
| Седиште региона       | Усти на Лаби           |
| Историјска земља      | Бохемиа                |
| Географске координате | 50° 43′, 14° 4′        |
| Основан               | 11. априла 1960        |
| Трансформисан         | 1. јануара 2021.       |
| Основне информације   |                        |
| Површина              | 7.803 km²              |
| Популација            | 1,189,263 (2019)       |
| Густина насељености   | 152,4 становника / км² |
| Број округа           | 10                     |

## Списак крајева од 2000.
Према новијој подели, из 2000. године Чешка Република је подељена на 13 крајева и један главни град (чеш. hlavní město).
| Ред | Назив краја          | Чешки назив          | Број ст. 2004. год. | Површина у км² | Густина нас. | Главни град       |
| --- | -------------------- | -------------------- | ------------------- | -------------- | ------------ | ----------------- |
| 1.  | Град град Праг       | Hlavní město Praha   | 1.170.571           | 2.360          | 496          | Праг              |
| 2.  | Средњочешки крај     | Středočeský kraj     | 1.144.071           | 11.015         | 104          | Праг              |
| 3.  | Јужночешки крај      | Jihočeský kraj       | 625.712             | 10.057         | 62           | Чешке Будјејовице |
| 4.  | Плзењски крај        | Plzeňský kraj        | 549.618             | 7.561          | 73           | Плзењ             |
| 5.  | Карловарски крај     | Karlovarský kraj     | 304.588             | 3.315          | 92           | Карлове Вари      |
| 6.  | Устечки крај         | Ústecký kraj         | 822.133             | 5.335          | 154          | Усти на Лаби      |
| 7.  | Либеречки крај       | Liberecký kraj       | 427.563             | 3.163          | 135          | Либерец           |
| 8.  | Краловехрадечки крај | Královéhradecký kraj | 547.296             | 4.758          | 115          | Храдец Кралове    |
| 9.  | Пардубички крај      | Pardubický kraj      | 505.285             | 4.519          | 112          | Пардубице         |
| 10. | Крај Височина        | Kraj Vysočina        | 517.153             | 6.926          | 75           | Јихлава           |
| 11. | Оломоуцки крај       | Olomoucký kraj       | 635.126             | 5.159          | 123          | Оломоуц           |
| 12. | Моравскошлески крај  | Moravskoslezský kraj | 1.257.554           | 5.535          | 227          | Острава           |
| 13. | Јужноморавски крај   | Jihomoravský kraj    | 1.123.201           | 7.067          | 159          | Брно              |
| 14. | Злински крај         | Zlínský kraj         | 590.706             | 3.964          | 149          | Злин              |